# Новая Березовка (Харьковская область)
Новая Березовка (укр. Нова Березівка) — село, 
Высочанский поселковый совет,
Харьковский район,
Харьковская область.
Код КОАТУУ — 6325156701. Население по переписи 2001 года составляет 1128 (499/629 м/ж) человек.

## Географическое положение
Село Новая Березовка находится между городом Пивденное и пгт Высокий.
Через село проходит железная дорога, станция Зеленый Гай.

## История
- 1907 — дата основания.